# Майкъл Доусън (Изгубени)
Вижте пояснителната страница за други личности с името Майкъл Доусън.
Майкъл Доусън (на английски: Michael Dawson) е герой сериала „Изгубени“ на телевизия ABC. След като загубва дело за попечителство от Сюзън Лойд, Майкъл не вижда сина си, Уолт (Малкълм Дейвид Кели), почти десет години. Двамата се срещат отново, когато тя умира, но по пътя им към дома самолетът им катастрофира на загадъчен остров в Южния Пасифик. В българския дублаж на първите четири сезона Майкъл се озвучава от Борис Чернев, в четвърти сезон на AXN от Георги Стоянов, а в шести сезон на AXN от Стоян Алексиев.